# Patellapis schultzei
Patellapis schultzei är en biart som först beskrevs av Heinrich Friese 1909.  Patellapis schultzei ingår i släktet Patellapis och familjen vägbin. Inga underarter finns listade i Catalogue of Life.